# 奥村徹
奥村 徹（おくむら とおる、1963年（昭和38年）11月9日 - ）は日本の弁護士。大阪弁護士会所属。奥村&田中法律事務所。児童性犯罪（児童買春・児童福祉法・青少年保護育成条例・不同意わいせつ・監護者わいせつ）や児童ポルノ問題に詳しく、メディア等で見解やコメントを発している。また、インターネット問題について詳しいと称している。

## 人物

### 経歴
大阪府豊中市出身。大阪府立北野高等学校を経て、中央大学法学部卒業。1998年4月に弁護士登録。最初、児童ポルノ・児童買春禁止法で起訴された加害者の弁護を国選弁護人として担当したことがきっかけで、その後、同種の事件の加害者の弁護を多く担当するようになる。

### 弁護士として
「迅速な立上がり・徹底した証拠収集・現場重視」を心掛けている。相談・調査依頼・打合せには電子メールで迅速な対応に努めている。児童ポルノ・児童買春問題、出会い系サイト問題については、児童保護を徹底させる立場から研究している。 

### 関与した事件（最高裁判所web裁判例情報における「奥村徹」の検索結果）
1. 最高裁判例平成30(あ)1757 　児童買春，児童ポルノに係る行為等の規制及び処罰並びに児童の保護等に関する法律違反，強制わいせつ，徳島県青少年健全育成条例違反，東京都青少年の健全な育成に関する条例違反被告事件令和2年3月10日 　最高裁判所第三小法廷 　判決 　棄却 　広島高等裁判所
2. 最高裁判例平成31(あ)506 　児童買春，児童ポルノに係る行為等の規制及び処罰並びに児童の保護等に関する法律違反，わいせつ電磁的記録記録媒体有償頒布目的所持被告事件令和元年11月12日 　最高裁判所第一小法廷 　決定 　棄却 　名古屋高等裁判所
3. 最高裁判例平成28(あ)1731 　児童買春，児童ポルノに係る行為等の規制及び処罰並びに児童の保護等に関する法律違反，強制わいせつ，犯罪による収益の移転防止に関する法律違反被告事件平成29年11月29日 　最高裁判所大法廷 　判決 　 　大阪高等裁判
4. 最高裁判例平成19(あ)619 　児童福祉法違反，児童買春，児童ポルノに係る行為等の処罰及び児童の保護等に関する法律違反被告事件平成21年10月21日 　最高裁判所第一小法廷 　決定 　 　札幌高等裁判所
5. 最高裁判例平成19(あ)1706 　風俗営業等の規制及び業務の適正化等に関する法律違反被告事件平成21年9月25日 　最高裁判所第一小法廷 　決定 　 　大阪高等裁判所
6. 最高裁判例平成20(あ)1703 　児童買春，児童ポルノに係る行為等の処罰及び児童の保護等に関する法律違反，わいせつ図画販売，わいせつ図画販売目的所持，組織的な犯罪の処罰及び犯罪収益の規制等に関する法律違反被告事件平成21年7月7日 　最高裁判所第二小法廷 　決定 　 　東京高等裁判所
7. 最高裁判例平成20(あ)865 　児童買春，児童ポルノに係る行為等の処罰及び児童の保護等に関する法律違反，組織的な犯罪の処罰及び犯罪収益の規制等に関する法律違反被告事件平成20年11月4日 　最高裁判所第三小法廷 　決定 　大阪高等裁判所
8. 最高裁判例平成18(あ)1249 　児童買春，児童ポルノに係る行為等の処罰及び児童の保護等に関する法律違反，関税法違反被告事件平成20年3月4日 　最高裁判所第二小法廷 　決定 　 　名古屋高等裁判所
9. 高裁判例平成18(う)158 　児童買春，児童ポルノに係る行為等の処罰及び児童の保護等に関する法律違反被告事件平成18年6月26日 　名古屋高等裁判所 　破棄差戻 　名古屋地方裁判所
10. 最高裁判例平成15(あ)1348 　わいせつ図画頒布，わいせつ図画販売，児童買春，児童ポルノに係る行為等の処罰及び児童の保護等に関する法律違反，わいせつ図画販売目的所持被告事件平成18年5月16日 　最高裁判所第三小法廷 　決定 　 　東京高等裁判所
11. 最高裁判例平成17(あ)1342 　わいせつ図画販売，同販売目的所持，児童買春，児童ポルノに係る行為等の処罰及び児童の保護等に関する法律違反被告事件平成18年2月20日 　最高裁判所第三小法廷 　決定 　 　名古屋高等裁判所金沢支部
12. 高裁判例下級裁裁判例平成15(う)1 　児童買春，児童ポルノに係る行為等の処罰及び児童の保護等に関する法律違反被告事件平成15年9月18日 　大阪高等裁判所 　奈良地方裁判所
13. 最高裁判例平成14(あ)1198 　信用毀損，業務妨害，窃盗被告事件平成15年3月11日 　最高裁判所第三小法廷 　判決 　 　大阪高等裁判所
14. 最高裁判例平成12(あ)1769 　児童買春，児童ポルノに係る行為等の処罰及び児童の保護等に関する法律違反，わいせつ図画販売目的所持被告事件平成14年6月17日 　最高裁判所第二小法廷 　判決 　 　大阪高等裁判所
15. 高裁判例　下級裁裁判例平成14(う)52 　信用毀損，業務妨害，窃盗被告事件平成14年6月13日 　大阪高等裁判所
16. 高等裁判所 判例集　平成18(う)158 　児童買春，児童ポルノに係る行為等の処罰及び児童の保護等に関する法律違反被告事件　平成18年6月26日 　名古屋高等裁判所 　破棄差戻 　名古屋地方裁判所
17. 高等裁判所 判例集　平成15(う)1 　児童買春，児童ポルノに係る行為等の処罰及び児童の保護等に関する法律違反被告事件　平成15年9月18日 　大阪高等裁判所 　奈良地方裁判所
18. 高等裁判所 判例集　平成14(う)52 　信用毀損，業務妨害，窃盗被告事件　平成14年6月13日 　大阪高等裁判所 　棄却
19. 下級裁裁判例平成15(う)1 　児童買春，児童ポルノに係る行為等の処罰及び児童の保護等に関する法律違反被告事件　平成15年9月18日 　大阪高等裁判所 　奈良地方裁判所
20. 下級裁裁判例平成14(う)52 　信用毀損，業務妨害，窃盗被告事件　平成14年6月13日 　大阪高等裁判所 　棄却

### 見解・発言
リンデン・ラボの運営する仮想空間「Second Life」で、児童と性関係を持ったとユーザが誤って嫌疑をかけられたドイツの事例について、2007年5月3日に以下のような見解を示した。「仮想の性行為で罰せられる可能性が出た事に関しては、日本の児童買春、児童ポルノに係る行為等の処罰及び児童の保護等に関する法律では罰せられたケースはないが、そういった画像はそのリアルさに応じて、『わいせつ』と認定され、法に抵触する可能性があり危険だ。」
2007年5月23日「画像ちゃんねる」でわいせつ図画公然陳列の罪で管理人が逮捕され、掲示板が閉鎖された件に関しては、平成16年6月23日最高裁判所判決を挙げ「驚く事は何もない」「もう事前承認制にするしかない」と語る。児童と性的関係を持つ事に関しては相手に求められたと主張する大人に対し「法律は、そういう状況でも大人は子供をたしなめよと言っています」と述べる。
プロバイダ責任制限法についてもいくつか言及している。成人向け漫画といった「実在しない児童」に関する事については基本的に静観（規制に賛成・反対どちらにもあたらない）の立場でいる。児童ポルノ禁止法について、わいせつ物頒布罪の構成から安直に作られた点等について指摘した。

### 所属団体・役職
所属団体・役職は、日本刑法学会、著作権法学会、情報ネットワーク法学会、法とコンピューター学会、安心ネットづくり促進協議会特別会員。大阪弁護士会図書情報委員・大阪弁護士会刑事弁護委員。日弁連のサイバー犯罪条約ワーキンググループのメンバー。

### 人柄
趣味は園芸。所有資格は海事代理士、海事補佐人、FAA（米連邦航空局）上級地上教官など。

## 執筆
- 『ビジネスマンのための インターネット法律事典』(部分執筆)ISBN 978-4822242176
- 『法律業務のための パソコン徹底活用BOOK』(部分執筆)ISBN 978-4925180023
- 『会社分割の理論・実務と書式』(部分執筆)ISBN 978-4896280913
- 『個人情報保護法Q&A』(部分執筆)ISBN 978-4502793103

### 国会図書館onlineにおける「奥村徹（弁護士）」の検索結果
- 違法有害情報とフィルタリング 電子商取引 奥村 徹 消費者法ニュース / 耕文社 編 (通号 80) 2009.7 p.313～315
- 携帯関連事件の犯人は何をしているか　情報モラル指導と小中学生の携帯電話 ; 子どもとケータイの現状　奥村 徹 学習情報研究 (通号 217) 2010.11 p.14～17
- 改正児童ポルノ禁止法を考える = Commentary on the Revised Child Pornography Act 園田寿, 曽我部真裕 編著　日本評論社　2014.1
- ロー・ジャーナル 児童買春・児童ポルノ禁止法の改正 : 単純所持罪・盗撮による製造罪を創設 奥村 徹 法学セミナー 59 10 59(10)=717:2014.10 p.1-3
- シンポジウム 児童ポルノ規制の現状と展望　　奥村 徹 , 北村 和弘 , 成原 慧 , 深町 晋也  情報ネットワーク・ローレビュー. 講演録編 : 研究大会講演録 / 情報ネットワーク法学会 編 15 15:2016.7 p.143-179
- 弁護士好きな仕事×経営のすすめ : 分野を絞っても経営を成り立たせる手法  北周士 編　第一法規　2018.7
- 児童淫行罪と監護者わいせつ罪・監護者性交等罪　特集 性犯罪規定の改正と刑事弁護への影響　奥村 徹  刑事弁護 / 現代人文社 [編] 94 (94):2018.夏季 p.68-73
- 強制わいせつ罪の成立と行為者の性的意図の要否[最高裁大法廷2017.11.29判決]　特集 最高裁判決2017 : 弁護士が語る　松木 俊明 , 奥村 徹 , 園田 寿  法学セミナー 63 3 63(3)=758:2018.3 p.48-52
- 最高裁大法廷平成二九年一一月二九日判決の背景  奥村 徹  判例時報 2366 (2366):2018.6.11 p.131-137
- 児童ポルノ・児童買春弁護人FAQ　特集 性犯罪弁護に挑む　奥村 徹  刑事弁護 / 現代人文社 [編] 35 (35) 2003.Aut p.89～93
- インターネット上の児童ポルノの擬律  奥村 徹  情報処理学会研究報告 2003 17 2003(17) 2003.2.22 p.11～18
- 奥村徹弁護士に聞く 報道では伝えられない重要論点　緊急収録 ファイル共有ソフト「Winny」事件の真相に迫る　奥村 徹  ビジネス法務 4 8 4(8) 2004.8 p.10～15
- 電子媒体上の「他人の」電磁的記録の没収について--東京高裁平成15.6.4の事例を基に　特集 サイバー刑事法の動向と課題　奥村 徹刑法雑誌 / 日本刑法学会 編 45 1 45(1) 2005.7 p.151～159
- 電子媒体上の第三者のデータの没収について　特集 多様な社会的責任を担うコンピュータセキュリティ技術　奥村 徹  情報処理学会論文誌 46 8 46(8) 2005.8 p.2036～2041
- 刑事弁護レポート 製造中の児童ポルノ所持罪を否定  奥村 徹  刑事弁護 / 現代人文社 [編] 50 (50) 2007.Sum p.118～122